# Isopterygium subbrevisetum
Isopterygium subbrevisetum là một loài Rêu trong họ Hypnaceae. Loài này được (Hampe) Broth. mô tả khoa học đầu tiên năm 1908.